# Сенджан
Сенджан (перс. سنجان, також латинізована назва Senjān; також відомий як Senījān, Zenjān, Fenjān і Fījān) був містом у Центральному окрузі округу Арак, провінція Марказі, Іран. За переписом 2006 року його населення становило 10 592 особи у 2 897 сім'ях. Місто було реорганізовано у частину Арака, ставши муніципальним округом 5 Арака.